# Army of Me
Singles de Björk
Violently Happy
(1994) Isobel
(1995)
Pistes de Post
Hyperballad
Army of Me est une chanson de la musicienne islandaise Björk tiré de son troisième album studio, Post (1995). Il sort le 24 avril 1995 par One Little Indian en tant que premier single de l'album. La chanson est écrite et produite par Björk et Graham Massey, qui l'a aidée sur la production et l'écriture de son deuxième album. Les paroles du morceau ont été inspirées par le comportement nuisible du frère de Björk, a qui elle dit de se lever pour reprendre le contrôle de sa vie. Le single est bien accueilli par les critiques musicaux, qui ont remarqué son côté sombre par rapport à ses autres morceaux. Army of Me reçoit également un très bon succès commercial, devenant son premier single à entrer dans le top 10 du UK Singles Chart.
Björk interprète la chanson en avant-première lors de quelques concerts du Debut tour avant la sortie de Post. Le morceau est également joués lors d'apparition promotionnelle à la télévision, et notamment pour la première fois dans Top of the Pops avec Skunk Anansie. De plus, la chanson est interprétée à chaque date du Post tour. Elle figure aussi sur la compilation Greatest Hits (2002) de Björk.
Le clip vidéo accompagnant la chanson est réalisé par Michel Gondry. En 2005, Björk sort une compilation caritative au profit de l'UNICEF intitulée Army of Me: Remixes and Covers, qui comprend de nombreux remixes du morceaux réalisés par des artistes du monde entier.

## Contexte
Army of Me est écrite en 1992 par Björk et Graham Massey, lors d'une des premières sessions d'enregistrement de Debut, avec The Modern Things, mais Björk décide de les mettre de côté en attendant leur sortie. Même si Björk interprète les chansons lors de certaines dates du Debut tour. Afin d'expliquer le caractère de la chanson, la chanteuse déclare : « maginez que vous êtes dans un club rempli de fans de heavy metal et de grunge ; Army of Me, c'est comme si la grand-mère de quelqu'un hurlait dans le système de sonorisation et disait : « Arrêtez de vous plaindre ! Lavez-vous les cheveux ! Faites-vous beaux !» »

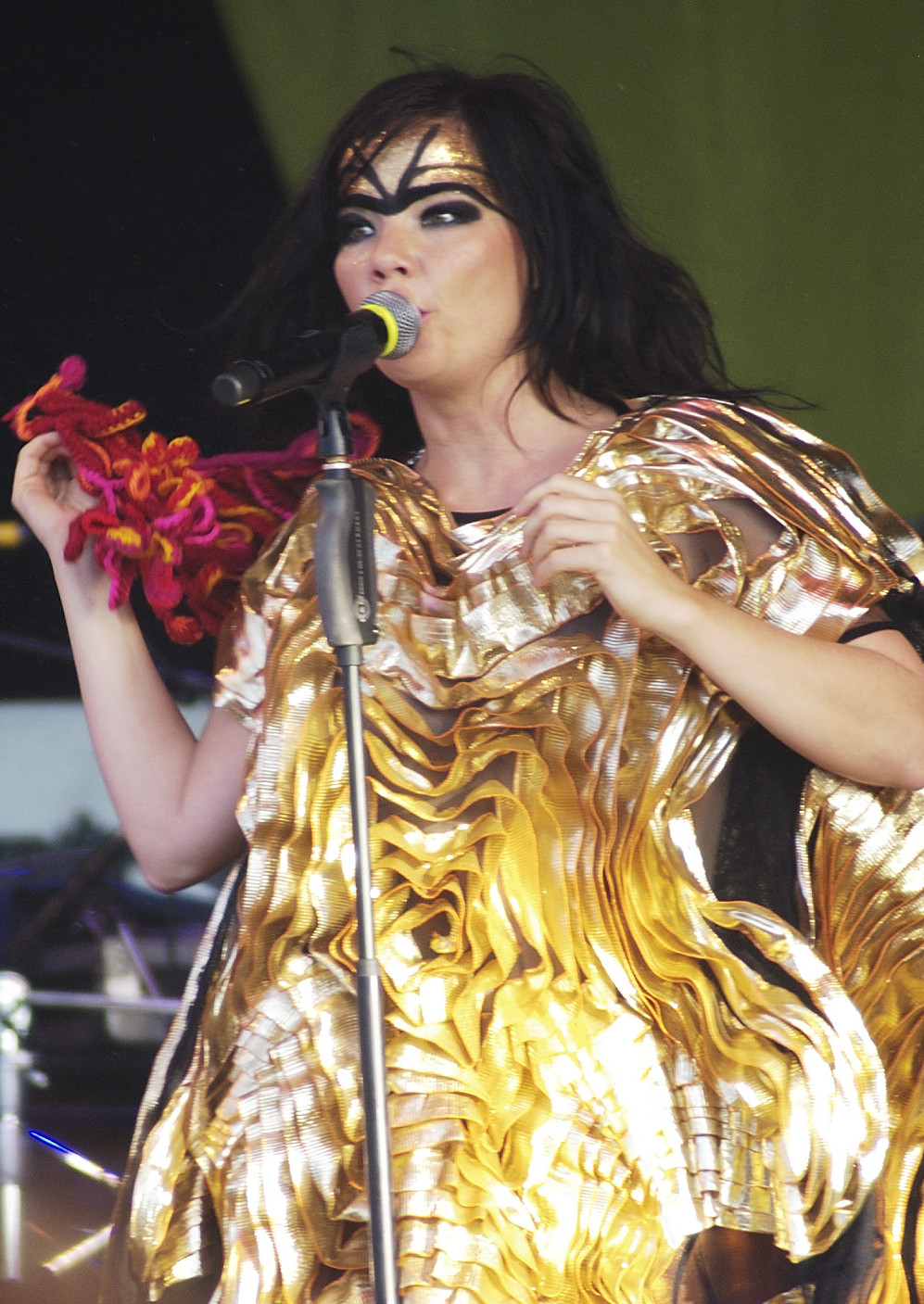
Björk en 2008.

Le single sort au Royaume-Uni le 24 avril 1995 sous forme de cassette et de single deux CD. Le premier CD comprend la version islandaise de You've Been Flirting Again et la version cave de Cover Me, toutes deux tirées de Post  La version cave de Cover Me est enregistrée dans une grotte aux Bahamas, et des sons de chauves-souris en pleins vols peuvent être entendus en arrière-plan. Le single contient également Sweet Intuition, une chanson composée par Björk et Black Dog, qui sert de base pour la composition Bedtime Story que Björk écrit pour Madonna. Le deuxième CD comporte, des remix, une version de Army of Me avec Skunk Anansie. Le morceau est enregistré et mixé en moins de sept heures, selon le groupe, et présente Björk en train de faire du screaming.

## Composition
Army of Me est une chanson rock industriel agressive, et trip hop avec des éléments de techno dominée par une lourde ligne de basse en Do majeur locrien. La partie de batterie de la chanson est un sample du titre When the Levee Breaks de Led Zeppelin. Mim Udovitch du magazine Rolling Stone décrit la chanson comme une « fusion techno grinçante ».
Björk révèle que les paroles de la chanson parlent de son frère qu'elle défie de progresser et de trouver un travail pour continuer sa vie, et aussi pour qu'il ne tombe pas dans de mauvaises choses et apprenne à se défendre : « C'est en fait écrit pour un de mes proches qui était un peu en désordre depuis un moment. Je ne sais pas vraiment pourquoi je l'ai écrit. Peut-être que j'avais l'impression que Debut était un album si poli et timide — il y avait un côté de moi qui était si timide et si débutant, j'étais très flattée quand tout le monde aimait Debut mais aussi un peu confuse parce que ce n'était pas vraiment moi. Peut-être que Army Of Me était une tentative d'équilibrer les choses ». Dans le refrain de la chanson, elle chante : « Et si tu te plains encore une fois / Tu rencontreras une armée de moi ! ».

## Clip vidéo

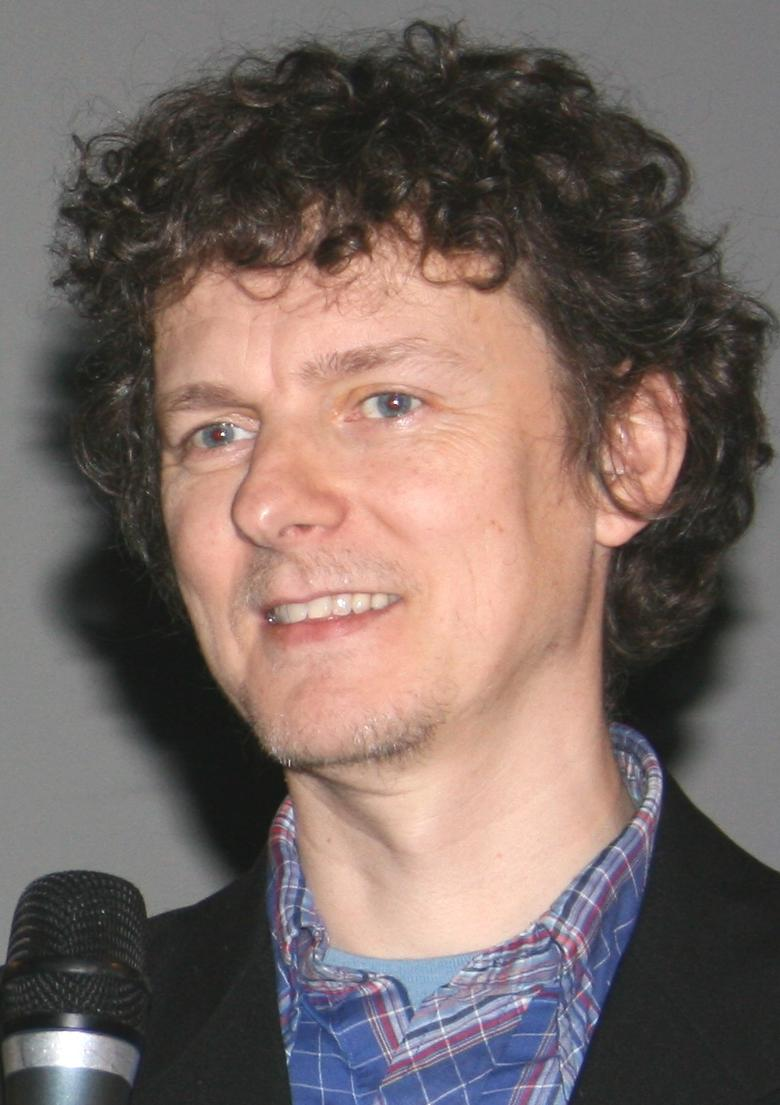
Michel Gondry, réalisteur du clip dArmy of Me

Pour le clip de la chanson, Björk collabore de nouveau avec le réalisateur français Michel Gondry, qui a précédemment réalisé le clip de Human Behaviour en 1993. Dans la vidéo, Björk est la conductrice d'un camion. La chanteuse déclare avoir voulu capturer cette sensation de camion-citerne, la sensation d'une grosse machine qui grince sans arrêt à travers la ville et ajoute : « J'ai pensé que je devrais conduire un très, très gros camion pour essayer de réveiller cette personne qui dort, alors j'ai le plus gros camion du monde, et je suis tellement en colère que j'ai des dents en métal, parce que quand on est vraiment en colère, on grince des dents. Je dois donc aller chez le dentiste, qui essaie de me voler un diamant dont j’ignorais l'existence » 
Le dentiste est en fait un gorille, et Björk explique :

« Lorsque Michel [Gondry] a des coups de génie et que, dans la vidéo de Army of Me, il veut qu'un dentiste qui est un gorille trouve un diamant dans ma bouche, certains disent que c'est absurde. Mais c'est probablement la façon la plus réaliste d'exprimer la situation dans laquelle je me trouve — toutes ces personnes qui essaient de m'enlever des choses, et le gorille qui trouve un diamant dont j'ignorais l'existence et qui me le vole. Army of Me, c'est surtout le fait que j'ai appris qu'il fallait que je me défende. Je dois me lever et combattre ce putain de gorille. Une fois que j'ai le diamant et que je m'enfuis avec, il devient énorme parce qu'il est à moi. Mais si le gorille l'avait gardé, il serait devenu minuscule. Pour moi, c'est ça le surréalisme. »

Björk et son label ont refusé d'utiliser des images du film Tank Girl (dont la bande originale contient le morceau) dans le clip du morceau.

## Reprises

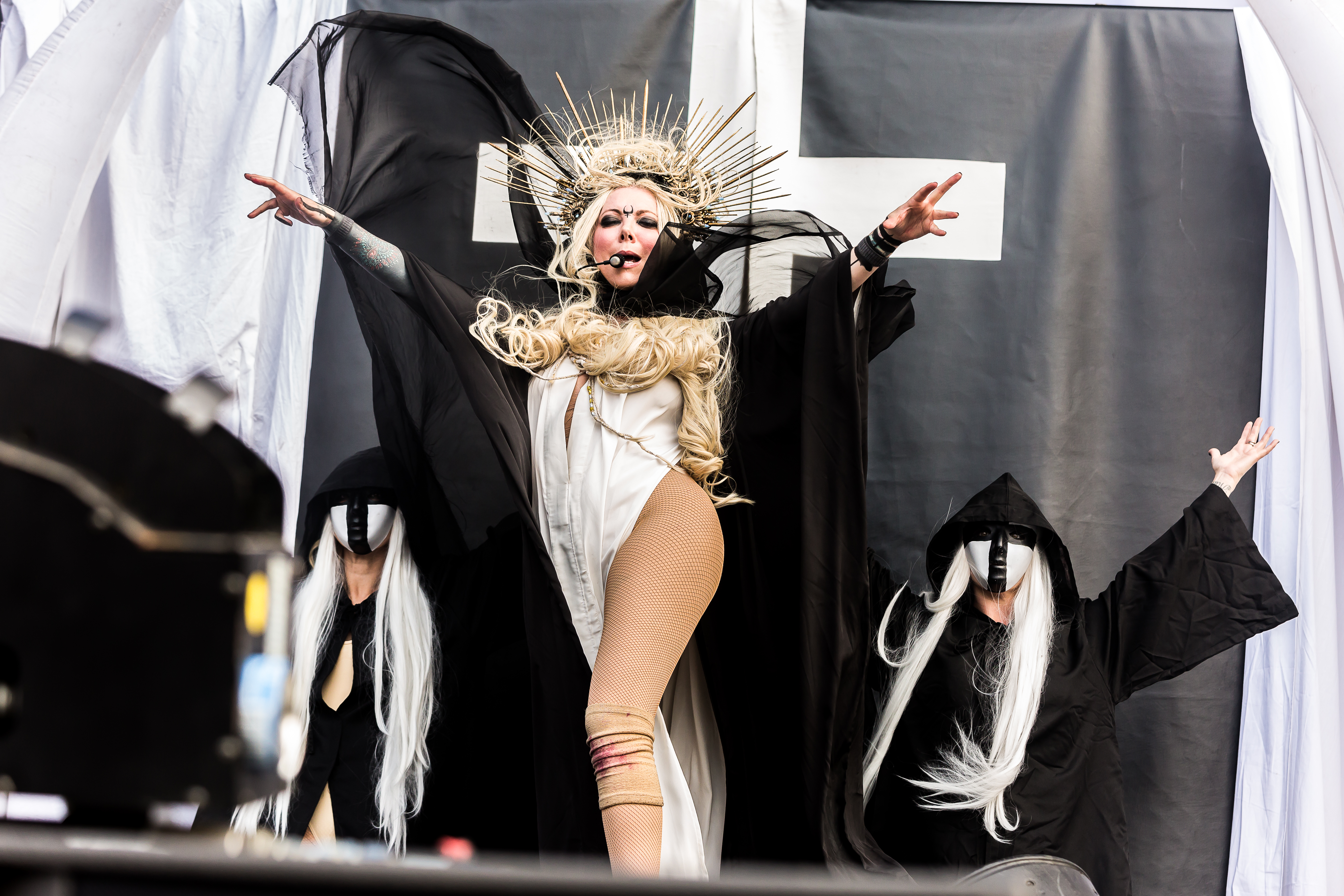
De nombreux groupe de metal on repris la chanson à l'instar de In This Moment.

La chanson a été reprises par un grand nombre d'artistes. Le groupe de metalcore allemand Caliban a repris cette chanson sur son album The Undying Darkness de 2006. Les voix féminines du refrain sont enregistrées par Tanja Keilen. Le groupe de metal belge Silent reprend cette chanson sur sa démo éponyme de 2005. Le groupe de metal alternatif / post-hardcore Helmet a enregistré une reprise de Army of Me qui sort sur une compilation caritative Music for Our Mother Ocean. Le groupe de metal australien Many Machines on Nine reprend Army of Me sur leur EP éponyme de 2000. Une reprise de jazz est publiée par le Yaron Herman Trio sur l'album A Time for Everything en 2007. Abandoned Pools, un groupe de rock alternatif, a également repris la chanson, disponible sur The Reverb EP . Powerman 5000 publie également une version de cette chanson sur leur compilation The Good, the Bad and the Ugly Vol. 1. Sin, un groupe industriel français, reprend la chanson, disponible sur Errare Digital Est, Recall 2003. Oliver Weers, un chanteur de rock danois rendu semi-célèbre par sa participation au X Factor de son pays en 2008, publie une version de reprise dans le style heavy metal de Army of Me en 2008 sur un album intitulé Get Ready. Le groupe de metal alternatif australien Beanbag a repris la chanson sur son deuxième album Welladjusted, sorti en 2001. Le groupe de rock anglais Drama enregistre une version de la chanson pour la jouer lors de la finale régionale UK Live & Unsigned 2010 à Manchester, le 7 mars. Le groupe polonais de metal progressif / post-metal Proghma-C réalise une version pour son premier album Bar-do Travel, 2009. Le groupe de metal progressif français Klone a également enregistré une reprise de la chanson en bonus sur son album Black Days de 2010. Le groupe de nu metal italien Exilia fait de même pour son album Can't Break Me Down en 2005. Le rappeur Ryu a échantillonné cette chanson dans le clip de sa chanson The One. Le groupe de rock américain In This Moment sort une reprise de la chanson comme quatrième single de son huitième album studio, Godmode, le 20 septembre 2023,.
C'est après le désastre du tsunami dans l'océan Indien fin 2004 que Björk lance le projet Army of Me: Remixes and Covers afin de collecter des fonds. Ce projet a pour but de recruter par concours des musiciens et des fans pour remixer le titre Army of Me (1995). Parmi plus de 600 réponses, Björk et son coauteur Graham Massey sélectionnent les vingt meilleures versions pour figurer sur l'album. L'album sort en avril au Royaume-Uni et fin mai 2005 aux États-Unis. Mis sur le marché au début de 2006, l'album récolte 250 000 £ pour aider l'Unicef. Dans la continuité de ce projet, Björk effectue en février 2006 un voyage à Banda Aceh, pour se rendre compte du travail effectué par l'Unicef auprès des enfants victimes du tsunami.